# USS Gillespie (DD-609)
USS Gillespie (DD-609) là một tàu khu trục thuộc lớp Benson của Hải quân Hoa Kỳ đã phục vụ trong suốt Chiến tranh Thế giới thứ hai. Nó là chiếc tàu chiến duy nhất của Hải quân Hoa Kỳ được đặt tên theo Thiếu tá Thủy quân Lục chiến Archibald H. Gillespie (1810-1873), người từng tham gia cuộc Chiến tranh Mexico-Hoa Kỳ.

## Thiết kế và chế tạo
Gillespie được đặt lườn tại chi nhánh xưởng tàu của hãng Bethlehem Steel Corporation ở San Francisco, California Bethlehem Steel Co. vào ngày 16 tháng 6 năm 1941. Nó được hạ thủy vào ngày 8 tháng 5 năm 1942; được đỡ đầu bởi bà Hugo W. Osterhaus, phu nhân Chuẩn đô đốc Hugo W. Osterhaus, và được cho nhập biên chế vào ngày 18 tháng 9 năm 1942 dưới quyền chỉ huy của Hạm trưởng, Thiếu tá Hải quân C. L. Clement.

## Lịch sử hoạt động

### 1942-1943
Sau khi hoàn tất chạy thử máy, Gillespie khởi hành từ San Francisco vào ngày 28 tháng 12 năm 1942 để đi đến vùng biển quần đảo Aleut đầy sương mù, đi đến vịnh Sand thuộc đảo Sitkin lớn vào ngày 9 tháng 1 năm 1943. Sau các hoạt động hộ tống, chống tàu ngầm và tuần tra suốt khu vực Aleut, nó tham gia tác chiến lần đầu tiên vào ngày 18 tháng 2, khi cùng các tàu tuần dương Indianapolis và Richmond bắn phá đảo Attu mà không gặp sự kháng cự. Chiếc tàu khu trục đã bắn 400 phát đạn pháo 5 inch vào các căn cứ của quân Nhật tại vịnh Holtz và cảng Chichagof, và đến chiều tối ngày hôm đó đã tuần tra chống tàu bè về phía Tây Nam Attu cùng với Indianapolis và tàu khu trục Coghlan. Lúc 22 giờ 25 phút, trinh sát viên của Coglan trông thấy khói trên đường chân trời, và Gillespie được cử đi trinh sát. Nó tìm thấy Akagane Maru, một tàu chở hàng tải trọng 3100 tấn chất đầy binh lính, đạn dược và tiếp liệu đang hướng đến Attu. Các tàu chiến Hoa Kỳ nổ súng lúc 23 giờ 16 phút, và trong vòng ba phút chiếc tàu chở hàng đối phương bốc cháy. Những quả ngư lôi tịt ngòi không thể đánh đắm con tàu đối phương, nhưng cuối cùng nó cũng chìm lúc 01 giờ 26 phút ngày 20 tháng 2, ở tọa độ 53°05′B 171°22′Đ / 53,083°B 171,367°Đ.
Sau các chuyến tuần tra khác, Gillespie quay trở về San Francisco vào ngày 4 tháng 3 để đại tu, rồi lên đường đi ngang qua San Diego, California và kênh đào Panama để neo đậu tại New York vào ngày 11 tháng 4. Trong suốt mùa Xuân, mùa Hè và mùa Thu năm 1943, nó thực hiện bốn chuyến khứ hồi vượt Đại Tây Dương đến Casablanca, Maroc và quay trở về, hộ tống các đoàn tàu chuyển binh lính và hàng hóa tiếp liệu sang mặt trận Bắc Phi.

### 1944
Vào ngày 2 tháng 1 năm 1944, Gillespie khởi hành từ Norfolk, Virginia để quay trở lại khu vực mặt trận Thái Bình Dương, đi đến đảo san hô Funafuti 20 ngày sau đó, rồi hộ tống các tàu chở quân đi từ đây đến vịnh Milne, New Guinea, đến nơi vào ngày 7 tháng 2. Trong thành phần Đệ Thất hạm đội, chiếc tàu khu trục đã hỗ trợ cho việc bình định Saidor vào cuối tháng 2, và sau đó hộ tống các tàu đổ bộ LST đi từ mũi Sudest, New Guinea đến mũi Gloucester, New Britain và Los Negros thuộc quần đảo Admiralty. Vào ngày 6 tháng 3, những chiếc LST được cho đổ bộ tại vịnh Hayne, Los Negros trong khi Gillespie tuần tra cách năm đến mười lăm dặm ngoài khơi bờ biển Tây Bắc. Trong khi phục vụ như tàu hỗ trợ hỏa lực theo yêu cầu cho lực lượng Lục quân tại cảng Seeadler thuộc đảo Manus, nó đã bắn phá mũi cực Đông của đảo Pityilu vào ngày 14 tháng 3, và cho đến ngày 16 tháng 3 đã tiếp tục hỗ trợ cuộc tấn công tại Manus bằng cách bắn phá các vị trí đóng quân và đặt pháo đối phương trên đảo này. Trong các ngày 24-25 tháng 3, nó bắn phá các mục tiêu trên các đảo Pityilu, Manus và Rambutyo trước khi quay trở về vịnh Oro thuộc New Guinea vào ngày 26 tháng 3.
Gillespie hoạt động thực tập và tuần tra cho đến ngày 27 tháng 5, khi nó bắn pháo hỗ trợ cho cuộc đổ bộ ban đầu lên đảo Biak. Từ ngày 31 tháng 5 đến ngày 2 tháng 6, nó phục vụ trong vai trò cột mốc cảnh báo và dẫn đường chiến đấu cũng như bắn phá bờ biển, thường xuyên chịu đựng các cuộc không kích nhưng thoát được mà không chịu thiệt hại hay thương vong. Nó sau đó tiếp tục hoạt động tại vùng biển New Guinea, trong các ngày 5 và 6 tháng 7 đã bắn phá các vị trí trên bờ phía Tây đảo Noemfoor trợ giúp cho việc tiến quân của Tập đoàn quân 6 về phía khu vực Namber Drone, và các khẩu pháo 5-inch của nó vào ngày 20 tháng 7 đã tấn công Insomeken Point và đảo Arimi trên bờ Đông của sau cuộc đổ bộ ban đầu.
Suốt mùa Hè năm 1944, Gillespie tiếp tục thực hành và tuần tra ngoài khơi New Guinea và quần đảo Solomon, làm nhiệm vụ bảo vệ trong cuộc đổ bộ tấn công lên Peleliu thuộc quần đảo Palau từ ngày 15 tháng 9 đến ngày 14 tháng 10. Nó lên đường quay trở về Hoa Kỳ vào ngày 14 tháng 10 để được đại tu tại Bremerton, Washington, thả neo tại đây từ ngày 5 tháng 11.

### 1945
Sau một đợt huấn luyện ôn tập, Gillespie khởi hành từ San Diego vào ngày 3 tháng 1 năm 1945, huấn luyện thực tập tại Trân Châu Cảng, và đi đến Ulithi vào ngày 8 tháng 2. Nó được phân về Lực lượng Hỗ trợ Tiếp liệu, làm nhiệm vụ hộ tống các tàu tiếp liệu cho Đệ Ngũ hạm đội trong chiến dịch chiếm đóng Iwo Jima.
Từ ngày 13 tháng 3 đến ngày 28 tháng 5, Gillespie tham gia các hoạt động đổ bộ và chiếm đóng Okinawa và các đảo lân cận thuộc nhóm đảo Nansei-Shoto. Vào ngày 8 tháng 4, nó bị hai máy bay cảm tử kamikaze tấn công; ngay trước 06 giờ 00 lúc bình minh, một máy bay đối phương xuất hiện, và dàn pháo 5-inch của nó khai hỏa ở khoảng cách 9.800 yd (9.000 m). Khi khoảng cách rút ngắn còn 2.500 yd (2.300 m), dàn hoả lực phòng không tầm gần tiếp nối nổ súng và con tàu bẻ lái gấp sang mạn trái để các khẩu pháo không bị che khuất. Chiếc máy bay đối phương bị bắn trúng bốc khói, bay sát phía đuôi con tàu để tìm cách đâm vào nó, nhưng bị rơi xuống biển. Chỉ vài phút sau, một máy bay thứ hai xuất hiện nhưng nhanh chóng bị bắn rơi. Chiếc tàu khu trục đi đến Ulithi vào ngày 31 tháng 5, và từ ngày 1 tháng 7 đến ngày 15 tháng 8, nó hộ tống các tàu chiến khác trong hoạt động bắn phá chuẩn bị xuống các đảo chính quốc Nhật Bản. Từ ngày 16 tháng 8 đến ngày 2 tháng 9, nó tiếp tục nhiệm vụ tuần tra và hộ tống, và đã thả neo trong vịnh Tokyo vào ngày 10 tháng 9.
Lên đường quay trở về Hoa Kỳ vào ngày 12 tháng 10, Gillespie đi ngang qua Manila và Trân Châu Cảng, về đến San Diego vào ngày 23 tháng 11, và từ đây đi đến Boston, Massachusetts, đến nơi vào ngày 11 tháng 12. Sau khi được đại tu, nó đi đến Charleston, South Carolina vào ngày 14 tháng 1 năm 1946, và được cho xuất biên chế tại cảng này vào ngày 17 tháng 4 năm 1946, được đưa về Đội Texas của Hạm đội Dự bị Đại Tây Dương tại Orange, Texas. Tên nó được cho rút khỏi danh sách Đăng bạ Hải quân vào ngày 1 tháng 7 năm 1971, và nó bị đánh chìm như một mục tiêu vào năm 1973.

## Phần thưởng
Gillespie được tặng thưởng chín Ngôi sao Chiến trận do thành tích phục vụ trong Thế Chiến II.